# Neoclinus
A Neoclinus a sugarasúszójú halak (Actinopterygii) osztályának a sügéralakúak (Perciformes) rendjébe, ezen belül a Chaenopsidae családjába tartozó nem.

## Előfordulásuk
A Neoclinus-fajok a Csendes-óceán északi felében élnek, Ázsia és Észak-Amerika partjai mentén. A legnagyobb állományaik Kalifornia, Alsó-Kalifornia, Japán, Korea és a Kínai Köztársaság vizeiben vannak.

## Rendszerezés
A nembe az alábbi 11 faj tartozik:
- Neoclinus blanchardi Girard, 1858
- Neoclinus bryope (Jordan & Snyder, 1902) - típusfaj
- Neoclinus chihiroe Fukao, 1987
- Neoclinus lacunicola Fukao, 1980
- Neoclinus monogrammus Murase, Aizawa & Sunobe, 2010
- Neoclinus nudiceps Murase, Aizawa & Sunobe, 2010
- Neoclinus nudus Stephens & Springer, 1971
- Neoclinus okazakii Fukao, 1987
- Neoclinus stephensae Hubbs, 1953
- Neoclinus toshimaensis Fukao, 1980
- Neoclinus uninotatus Hubbs, 1953

## Képek

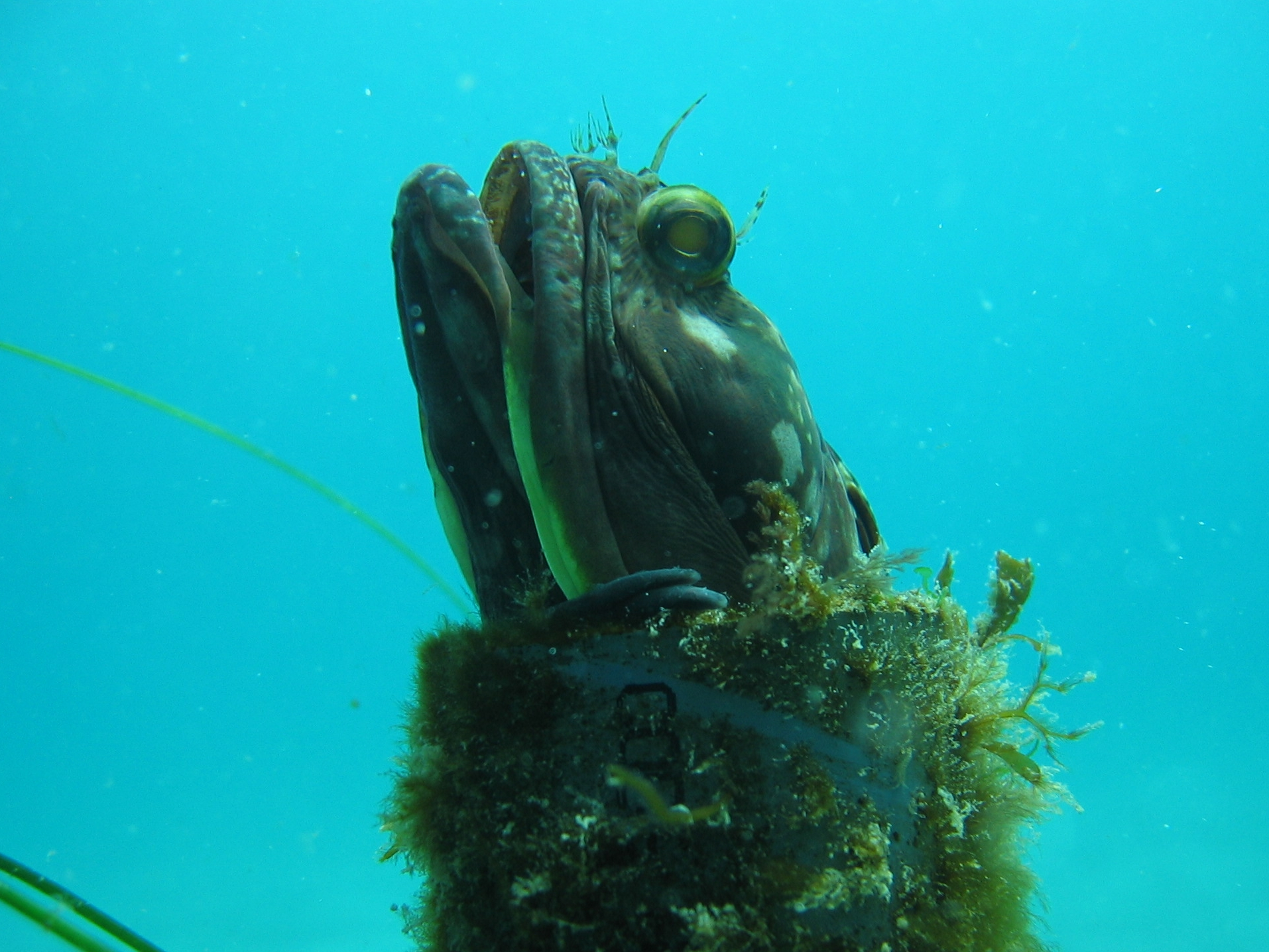
Neoclinus blanchardi
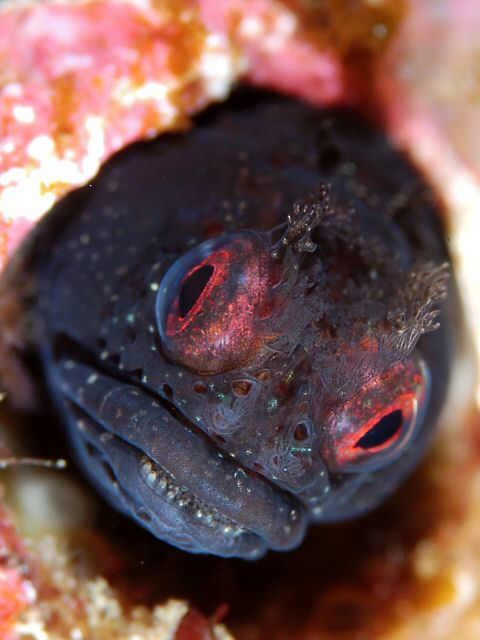
Neoclinus toshimaensis